# Марі-Турецький район
Марі́-Туре́цький район (рос. Мари-Турекский район, марій. Марий Турек кундем) — адміністративна одиниця Республіки Марій Ел Російської Федерації.
Адміністративний центр — селище міського типу Марі-Турек.

## Населення
Населення району становить 19102 особи (2019, 23155 у 2010, 25577 у 2002).

## Адміністративно-територіальний поділ
На території району 1 міське та 5 сільських поселень:
| Поселення                           | Площа, км² | Населення, осіб (2002) | Населення, осіб (2010) | Населення, осіб (2019) | Центр            | Населені пункти |
| ----------------------------------- | ---------- | ---------------------- | ---------------------- | ---------------------- | ---------------- | --------------- |
| Марі-Турецьке міське поселення      | 381,29     | 10487                  | 9454                   | 7907                   | Марі-Турек       | 30              |
| Карлиганське сільське поселення     | 128,80     | 3087                   | 2889                   | 2429                   | Великий Карлиган | 18              |
| Косолаповське сільське поселення    | 212,34     | 3350                   | 3124                   | 2627                   | Косолапово       | 21              |
| Марі-Біляморське сільське поселення | 256,03     | 2877                   | 2878                   | 2463                   | Марі-Білямор     | 15              |
| Марійське сільське поселення        | 303,35     | 2545                   | 1947                   | 1397                   | Марієць          | 18              |
| Хлібниковське сільське поселення    | 232,05     | 3231                   | 2863                   | 2279                   | Хлібниково       | 18              |

## Найбільші населені пункти
Найбільші населені пункти з чисельністю населення понад 1000 осіб:
| № | Населений пункт | Населення, осіб (2002) | Населення, осіб (2010) |
| - | --------------- | ---------------------- | ---------------------- |
| 1 | Марі-Турек      | 5 973                  | 5 164                  |
| 2 | Косолапово      | 1 562                  | 1 560                  |